# Ludlow Griscom
Ludlow Griscom (17 de junio de 1890-28 de mayo de 1959) fue un ornitólogo y botánico estadounidense , pionero de la Ornitología de campo.

## Biografía
Aborigen de Nueva York, hijo de Clement Acton Griscom y de Genevieve Sprigg Ludlow. Fue protegido de Frank Michler Chapman, que más tarde trabajaría para Thomas Barbour en el Museum of Comparative Zoology de Harvard University, para ser también curador. Entre los 1920s y los 1930s, efectúa varias expediciones recolectando flora y aves de América Central y de Sudamérica. Entre los especímenes colectados estaba en actualmente extinto Podilymbus gigas, que describe. Aun en las excursiones a campo dentro de EE. UU., Griscom efectuaba detalladas anotaciones de las observaciones de aves, que se guardan en el Peabody Essex Museum. A partir de sus estudios, fue capaz de establecer la noción prevalente de que las aves podían identificarse efectivamente por sus marcas y señales a campo, sin necesidad de recolectarlos 1. Fue mentor tanto de Allen Morgan como de Roger Tory Peterson. Y fue valioso instrumento en encomendar a Peterson a escribir su primera guía de campo.
Griscom se jubila de Harvard en 1955. En 1957, se le ofrece el puesto de Presidente de la American Ornithologists' Union, aceptando pero resignándola inmediatamente debido a su mala salud, siendo sucedido por Ernst Mayr. Fallece en Cambridge, Massachusetts y está sepultado en el Cementerio Mount Auburn.

## Citas
"One need not shoot a bird to know what it was (no se necesita abatir un ave para saber quién es)."

## Obra
- Birds of the New York City region, American Museum of Natural History, New York 1923

- con Maunsell Schieffelin Crosby. Birds of the Brownsville region, Southern Texas, The Auk 42 (3), 1925, p. 432-440

- Obituaries: Maunsell Schieffelin Crosby, The Auk 48 (2), 1931, p. 320-322

- Distribution of bird life in Guatemala, Bull. of the American Museum of Natural History, 154: 15-77, 1932

- Ornithology of the Republic of Panama, Bull. of the Museum Comparative Zoology, 711(3): 269-289, 1935

- A monographic study of the Red Crossbill, Proc. of the Boston Society of Natural History, 41 (5): 77-209, 1937

- Modern bird study, Harvard University Press, Cambridge 1945

- con Edith Folger. Birds of Nantucket, Harvard University Press, Cambridge 1948

- Birds of the Concord region, a study of population trends, Harvard University Press, Cambridge 1949

- Audubon's Birds of America, Macmillan. 1950

- con Herbert Friedmann & Robert Thomas Moore. Distributional check-list of the birds of Mexico, Pt. I, Pacific Coast Avifauna 29, 1950

- con Dorothy Snyder. Birds of Massachusetts, Salem Peabody Museum, Salem 1955

- con Alden Holmes Miller, Herbert Friedmann, Robert Thomas Moore. Distributional check-list of the birds of Mexico, Pt. II, Pacific Coast Avifauna 33: 1-436, 1957

- (con Alexander Sprunt Jr.) The Warblers of North America, New York: Devin-Avair. 1957

- con Guy Emerson. Birds of Martha's Vineyard, Martba's Vineyard, Massachusetts 1959

## Honores
El Galardón Ludlow Griscom de la American Birding Association para Contribuciones a la Ornitología regional, el máximo honor de su clase en EE. UU., se creó en su honor.

### Eponimia
Especies de aves
- (Glaucidiaceae) Glaucidium palmarum griscomi Moore,RT, 1947

- (Icteridae) Sturnella magna griscomi van Tyne & Trautman, 1941

- (Cracidae) Crax rubra griscomi Nelson, 1926

- (Tyrannidae) Contopus sordidulus griscomi Webster, 1957

- (Fringillidae) Carpodacus mexicanus griscomi Moore, RT, 1939

- (Corvidae) Aphelocoma unicolor griscomi van Rossem, 1928

- La abreviatura «Griscom» se emplea para indicar a Ludlow Griscom como autoridad en la descripción y clasificación científica de los vegetales.[1]